# Relikvija Krvi Kristove iz Ludbrega
Relikvija Krvi Kristove iz Ludbrega, potječe iz 1411. godine. Tada se dogodio, čudesan događaj pojave Presvete Krvi Kristove, o kojemu je papa Leon X., 1513. godine izdao bulu. Ampulica s Presvetom Krvi Kristovom, čuva se u župnoj crkvi Presvetog Trojstva u Ludbregu.
Godine 1411., jedan svećenik slavio je svetu Misu. Za najvažnijeg dijela, svećenik je posumnjao u istinitost tvrdnje kako on nakon pretvorbe u rukama drži pravo Tijelo Isusovo, a u kaležu pravu Krv Isusovu. Dospijevši do dijela svete mise gdje se Sveta Hostija lomi u tri dijela, svećenik je opazio da se u kaležu nalazi prava svježa krv. Silno zbunjen i prestrašen neočekivanim događajem, brzo je spremio kalež sa Svetom Krvlju iza oltara i završio misu. 
Papa Julije II. (1503. – 1513.) za vrijeme je svog pontifikata, dva puta slao svoje legate u Ludbreg kako bi detaljno istražili događaj. Ispitivali su se svjedoci, a istragu je vodio odbor uglednih svjetovnjaka i svećenika. Glavnu je riječ vodio papin legat Leonardo Schketa, svećenik iz Akvileje. Spomenuti legati preslušali su mnogo ljudi koji su tvrdili da su uslišani i ozdravili od mnogih bolesti, ali prihvaćene su izjave samo nekolicine. Radilo se o neshvatljivim čudesnim ozdravljenjima od raznih bolesti i tjelesnih povreda. Ozdravljeni su tvrdili kako su, kada su zatajile sve ljudske mogućnosti i nije više bilo nade u ozdravljenje, učinili zavjet Presvetoj Krvi Isusovoj u Ludbregu, i nakon toga zdravlje im se povratilo. Među svjedocima bilo je ljudi iz bliže i dalje okolice: iz Gornje Štajerske, Srijema i sjeverne Mađarske. 
Papa Julije II. i sam je želio vidjeti tu rijetku relikviju, te je ona otpremljena u Rim. Zbog duljine istrage i ispitivanja čudesnih događaja i ozdravljenja, papa nije uspio završiti istragu, ali je redigirao sadržaj bule kojom je dozvolio javno štovanje relikvije. Njegov nasljednik, papa Leon X., prihvativši odredbe svog prethodnika, izdao je tu bulu pod svojim imenom 12. ožujka 1513., odobrivši javno štovanje relikvije Svete Krvi Isusove nastale euharistijskim čudom u Ludbregu. Relikviju je Leon X. u svečanoj procesiji nosio Rimom, a zatim ju je zajedno s bulom vratio u Ludbreg. Do Drugog svjetskog rata original bule nalazio se u arhivu obitelji Batthyány u Körmendu, a sačuvano je i nekoliko vjerodostojnih prijepisa. Jedan od tih je prijevod dr. Antuna Sovića, sveučilišnog profesora iz Velikog Bukovca. 
Vrativši relikviju Krvi Kristove u župnu crkvu Presvetog Trojstva u Ludbreg, papa Leon X. je crkvu obdario oprostima od vremenitih kazni koje se nakon smrti moraju odsluživati u čistilištu. Četiri su uvjeta pod kojima se može ostvariti taj oprost u ovoj crkvi, gdje se relikvija čuva i izlaže vjernicima na štovanje i poticanje pobožnosti prema Euharistijskom Spasitelju, naročito na prvu nedjelju rujna: pohoditi crkvu u Ludbregu, ispovijediti se i pričestiti, na nakanu pape izmoliti neke molitve u čast Sv. Krvi, izvršiti jedno djelo milosrđa.
Godine 1739. u Moslavini i Slavoniji harala je kuga. Stoga je na Hrvatskom saboru u Varaždinu, u prosincu 1739. odlučeno je, da se u Ludbregu izgradi zavjetno svetište, ako Svevišnji zaustavi kugu u Moslavini i Slavoniji. Izabran je Ludbreg, zbog euharistijskog čuda iz 1411. godine i jer se u njemu čuva relikvija Krvi Kristove. Kuga je prestala, ali zavjet nije odmah učinjen, vjerojatno iz objektivnih razloga i s vremenom je pao u zaborav. Zavjet je ispunjen tek 1. rujna 1996. godine.
2011. godine HRT je snimio dokumentarni film Čudo u Ludbregu.

## Vanjske poveznice
- Službene stranice Svetišta Predragocjene Krvi kristove  Arhivirana inačica izvorne stranice od 18. rujna 2020. (Wayback Machine)